# 東京六大学オーケストラ連盟
東京六大学オーケストラ連盟（とうきょうろくだいがくオーケストラれんめい、英称：The Tokyo 6 Universities Orchestra Association）は、東京六大学の名の下に集うオーケストラ団体の連携を増進し、音楽活動の発展に寄与するとともに連盟員相互の親睦を図って、学生生活の充実に資することを目的として、2010年に設立された団体である。現在は年に1回、合同で演奏会を企画している。また、楽器等の貸し借り、人材の交流などが頻繁に行われている。

## 構成大学
五十音順で以下の通りである。
- 慶應義塾大学
- 東京大学
- 法政大学
- 明治大学
- 立教大学
- 早稲田大学

（2011年1月現在、立教大学・早稲田大学の管弦楽団は未加盟）
（2018年、立教大学正式加盟しました。この前仮加盟した早稲田大学を加えて、堂々と六大と言えるになりました。）